# Роуз-Гілл (округ Лі, Вірджинія)
Роуз-Гілл (англ. Rose Hill) — переписна місцевість (CDP) в США, в окрузі Лі штату Вірджинія. Населення — 729 осіб (2020).

## Географія
Роуз-Гілл розташований за координатами 36°39′51″ пн. ш. 83°22′26″ зх. д. / 36.66417° пн. ш. 83.37389° зх. д. (36.664081, -83.373755).  За даними Бюро перепису населення США в 2010 році переписна місцевість мала площу 8,88 км², з яких 8,88 км² — суходіл та 0,01 км² — водойми.

## Демографія
Згідно з переписом 2010 року, у селищі мешкало 799 осіб у 335 домогосподарствах у складі 229 родин. Густота населення становила 90 осіб/км².  Було 391 помешкання (44/км²).
Расовий склад населення:
| - 98,2 % — білих - 0,3 % — корінних американців |

До двох чи більше рас належало 1,0 %. Частка іспаномовних становила 1,1 % від усіх жителів.
За віковим діапазоном населення розподілялося таким чином: 23,5 % — особи молодші 18 років, 60,2 % — особи у віці 18—64 років, 16,3 % — особи у віці 65 років та старші. Медіана віку мешканця становила 40,5 року. На 100 осіб жіночої статі у селищі припадало 83,3 чоловіків;  на 100 жінок у віці від 18 років та старших — 77,6 чоловіків також старших 18 років.
Середній дохід на одне домашнє господарство  становив 36 292 долари США (медіана — 19 375), а середній дохід на одну сім'ю — 41 570 доларів (медіана — 23 100). Медіана доходів становила 32 891 долар для чоловіків та 32 250 доларів для жінок. За межею бідності перебувало 37,1 % осіб, у тому числі 55,2 % дітей у віці до 18 років та 0,0 % осіб у віці 65 років та старших.
Цивільне працевлаштоване населення становило 300 осіб. Основні галузі зайнятості: роздрібна торгівля — 31,7 %, виробництво — 23,7 %, освіта, охорона здоров'я та соціальна допомога — 14,3 %, публічна адміністрація — 10,3 %.